# Neomerinthe
Neomerinthe is een geslacht van straalvinnige vissen uit de familie van schorpioenvissen (Scorpaenidae). Het geslacht is voor het eerst wetenschappelijk beschreven in 1935 door Fowler.

## Soorten
- Neomerinthe amplisquamiceps (Fowler, 1938)
- Neomerinthe bathyperimensis Zajonz & Klausewitz, 2002
- Neomerinthe bauchotae Poss & Duhamel, 1991
- Neomerinthe beanorum (Evermann & Marsh, 1900)
- Neomerinthe folgori (Postel & Roux, 1964)
- Neomerinthe hemingwayi Fowler, 1935
- Neomerinthe megalepis (Fowler, 1938)
- Neomerinthe pallidimacula (Fowler, 1938)
- Neomerinthe procurva Chen, 1981
- Neomerinthe rotunda Chen, 1981
- Neomerinthe rufescens (Gilbert, 1905)
- Neomerinthe naevosa Motomura, Béarez, Causse, 2011